# بخش تیداهولم
بخش تیداهولم (به سوئدی: Tidaholms kommun) یک ناحیه شهری در سوئد است که در شهرستان وسترا گوتلاند واقع شده‌است.

## خواهرخوانده
شهر مونلینلا خواهرخواندهٔ بخش تیداهولم هست.